# Hubert Stöckli
Hubert Stöckli (* 30. April 1966 in Zug) ist ein Schweizer Rechtswissenschaftler.

## Leben
Von 1988 bis 1992 studierte er Rechtswissenschaften an der Universität Fribourg (1994 Anwalts- und Notariatsexamen des Kantons Zug). 1994/1995 erlangte er den Master of Comparative Law (MCL) an der University of Alabama Law School. Nach der Promotion 1999 lehrte er ab 2001 als assoziierter Professor am Lehrstuhl für Zivil- und Handelsrecht der Universität Fribourg. 2006 folgte seine Habilitation (venia legendi für Zivil- und Wirtschaftsrecht). Seit 2006 ist er Inhaber des Lehrstuhls für Zivil- und Handelsrecht und Direktor des universitären Instituts für Schweizerisches und Internationales Baurecht. 2020 wurde er Dekan der Rechtswissenschaftlichen Fakultät der Universität Fribourg.
Zu seinen Forschungsschwerpunkten gehören Obligationenrecht, Vertrags- und Deliktsrecht, privates Bau- und Immobilienrecht sowie öffentliches Vergaberecht.

## Schriften (Auswahl)
- Ansprüche aus Wettbewerbsbehinderung. Ein Beitrag zum Kartellzivilrecht. Freiburg im Üechtland 1999, ISBN 3-7278-1237-0.
- Das Synallagma im Vertragsrecht. Begründung, Abwicklung, Störungen. Zürich 2008, ISBN 978-3-7255-5565-9.
- mit Jörg Schmid und Frédéric Krauskopf: OR BT. Schweizerisches Obligationenrecht Besonderer Teil. Zürich 2016, ISBN 3-7255-7440-5.
- mit Patrick Middendorf und Roger Andres: SIA-Klauseln für Planerverträge. Erläuterungen zu Art. 1 der Leistungs- und Honorarordnungen (SIA-LHO). Zürich 2020, ISBN 3-7255-8099-5.